# Немска овчарка
Немското овчарско куче (на немски: Deutscher Schäferhund) е порода големи (по размер) кучета, произхождащи от Германия. Известно още като „Елзаска порода“. Тази порода е сравнително нова – селектирана е през 1899 г.

## Външен вид
Характеризира се със здрава костна система и добре развита мускулатура. Телосложението е хармонично и съразмерно развито, като тялото е здраво, стегнато, с плътно прилепнала към него козина. Главата е масивна, с клиновидна форма, широка черепна част и плоско чело. Носната гъба е голяма и черна. Челюстите са здрави и силни, с ножицовидна захапка. Ушите са високо поставени, с остри върхове, стърчащи нагоре и се изправят дори до седмия месец. Очите са тъмни и изразителни. Шията е под ъгъл 45° спрямо гръдния кош, който е овален, широк и дълбок. Коремът е умерено прибран. Крупата се спуска плавно към основата на опашката, която е окосмена, със саблевидна форма и на дължина достига под скакателните стави. Крайниците са прави и успоредно поставени, осигуряващи широка крачка с пълно разгъване на ставите. Нормалното движение е нисък приземен тръс. Космената покривка е средно дълга, гъста, груба, с плътно прилягащи косми, които на главата, ушите и предните страни на краката са по-къси. Окраската е сиво-кафеникава с различни оттенъци, гърбът е черен. Предпочитат се наситените тонове. Косъмът е светъл в основата и по-тъмен към върха. Понякога мъжките надвишават 50 кг.

## Стандарт на породата
Международна класификация: ФР Германия, №166 по МФК с височина на холката: женски 55 – 60 cm, мъжки 60 – 65 cm; и с тегло: женски 27 – 39 kg, мъжки 35 – 45 kg. Имат издължена муцуна и дълга опашка.

## Характеристика
Немската овчарка (Немско овчарско куче) е най-известната порода кучета, синоним на вярност към стопанина и семейството. Кучетата от породата са предпочитани за охрана на държавните граници, безценни помощници на органите на реда и незаменими пазители на семейното имущество. Създатели на породата са Артур Майер и Макс фон Щефаниц.
Средното тегло на немските овчарки е 38 kg, но за целите на граничната полиция и служба „Полиция“ се използват екземпляри със значително по-големи размери.
Много добри в изкачването по планински и скалисти терени.

### Особености на характера
Кучетата от тази порода са известни със своята привързаност и жертвоготовност за семейството, което се грижи за тях. Те защитават стопаните си с риск за собствения си живот, като същевременно са дисциплинирани, умни, игриви, недоверчиви към непознати хора, издръжливи на пътуване, безсъние и натоварване. Парадоксално е, че немските овчарки не нападат деца и даже много ги обичат. Враждебни са предимно към непознати хора.
За целите на националната сигурност немската овчарка е незаменима, заради силно развитото си обоняние, посредством което намира без усилие наркотици, някои боеприпаси и пресни следи при издирване на престъпници.
Кучетата от породата са търпеливи, приспособими и излъчват самоувереност и самочувствие. Имат бърз бяг в тръс и удължена крачка без съществено поклащане на гръбната линия. Имат сангвиничен тип нервна система – силен и уравновесен, при някои – до холеричен – силен, но неуравновесен, без неуравновесеността да се отнася към сигурността на стопаните. Кучетата от породата имат характер, което особено силно ги обвързва с човешкото семейство. Немската овчарка обединява най-добрите качества на всички породи кучета. Тя е вярно, много жизнено и издръжливо куче, с развит интелект, неподкупно, недоверчиво към непознати хора, бдително, смело и чудесен приятел, готово да защити своя господар с цената на живота си. Има добре развит отбранителен рефлекс. Изключително силното обоняние и отличният слух, вроденото чувство за борба и търпеливостта ѝ я правят незаменим помощник на полицаите, граничарите, митничарите, както и на армията. Тя е незаменим водач на слепи хора, спасител на затрупани от лавина или след земетресение, както и рудотърсач, газопроверител и др. В някои страни все още се използва за пазене на овчи стада. Немската овчарка е изключително чисто животно, поради което се отглежда в апартаменти въпреки големите си размери и е безупречен бодигард. Уравновесената ѝ нервна система, привързаността и безкористната ѝ любов я правят желан обитател на всеки дом.
Както други едри породи немската овчарка е предразположена към тазобедрена дисплазия и стомашна дилатация и синдром на волвулус (превъртане на стомаха).